# Municipio de Valley (condado de Barber)
El municipio de Valley (en inglés: Valley Township) es un municipio ubicado en el condado de Barber en el estado estadounidense de Kansas. En el año 2010 tenía una población de 147 habitantes y una densidad poblacional de 1,57 personas por km².

## Geografía
El municipio de Valley se encuentra ubicado en las coordenadas 37°24′45″N 98°30′47″O / 37.41250, -98.51306. Según la Oficina del Censo de los Estados Unidos, el municipio tiene una superficie total de 93.39 km², de la cual 93,37 km² corresponden a tierra firme y (0,01 %) 0,01 km² es agua.

## Demografía
Según el censo de 2010, había 147 personas residiendo en el municipio de Valley. La densidad de población era de 1,57 hab./km². De los 147 habitantes, el municipio de Valley estaba compuesto por el 97,28 % blancos, el 0,68 % eran amerindios, el 1,36 % eran de otras razas y el 0,68 % eran de una mezcla de razas. Del total de la población el 4,76 % eran hispanos o latinos de cualquier raza.